# 463 TCN
463 TCN là một năm trong lịch La Mã.